# زملول أحادي البوغ
زملول أحادي البوغ (الاسم العلمي:Exobasidium monosporum) هو نوع من الفطريات يتبع جنس الزملول من الفصيلة الزملولية.